# Zlaté maliny za rok 2010
Zlaté maliny za rok 2010 byly udělovány 26. února 2011 v Barnsdall Gallery Theatre v Hollywoodu. Nominace byly vyhlášeny 24. ledna 2011. Jako tradičně se Zlaté maliny udělovaly v předvečer předávání Oscarů. Velkým vítězem pro rok 2010 se stal Poslední vládce větru s pěti vítězstvími a celkovými devíti nominacemi, včetně ceny za Nejhorší film.

## Ceny a nominace
| Kategorie | Nominace (vítěz tučně) |
| --- | ---------------------- |
| Nejhorší film |                        |
| Poslední vládce větru (Paramount/Nickelodeon)                                                                                            |                        |
| Exmanželka za odměnu (Columbia) |                        |
| Sex ve městě 2 (New Line/HBO/Village Roadshow)                                                                                           |                        |
| Twilight sága: Zatmění (Summit Entertainment)                                                                                            |                        |
| Tupíři (20th Century Fox/Regency) |                        |
| Nejhorší herec |                        |
| Ashton Kutcher ve filmech Vrahouni a Na sv. Valentýna                                                                                    |                        |
| Jack Black ve filmu Gulliverovy cesty |                        |
| Gerard Butler ve filmu Exmanželka za odměnu                                                                                              |                        |
| Taylor Lautner ve filmech Twilight sága: Zatmění a Na sv. Valentýna                                                                      |                        |
| Robert Pattinson ve filmech Nezapomeň na mě a Twilight sága: Zatmění                                                                     |                        |
| Nejhorší herečka |                        |
| Sarah Jessica Parker, Kim Cattrall, Kristin Davis & Cynthia Nixonová ve filmu Sex ve městě 2                                             |                        |
| Jennifer Aniston ve filmech Exmanželka za odměnu a Záměna                                                                                |                        |
| Miley Cyrus ve filmu Poslední píseň |                        |
| Megan Fox ve filmu Jonah Hex |                        |
| Kristen Stewart ve filmu Twilight sága: Zatmění                                                                                          |                        |
| Nejhorší herec ve vedlejší roli |                        |
| Jackson Rathbone ve filmech Poslední vládce větru a Twilight sága: Zatmění                                                               |                        |
| Billy Ray Cyrus ve filmu Chůva v akci |                        |
| George Lopez ve filmech Marmaduke, Chůva v akci a Na sv. Valentýna                                                                       |                        |
| Dev Patel ve filmu Poslední vládce větru                                                                                                 |                        |
| Rob Schneider za film Machři |                        |
| Nejhorší herečka ve vedlejší roli |                        |
| Jessica Alba ve filmech Vrah ve mně, Fotři jsou lotři, Machete a Na sv. Valentýna                                                        |                        |
| Cher ve filmu Varieté |                        |
| Liza Minnelliová ve filmu Sex ve městě 2                                                                                                 |                        |
| Nicola Peltz ve filmu Poslední vládce větru                                                                                              |                        |
| Barbra Streisand ve filmu Fotři jsou lotři                                                                                               |                        |
| Nejhorší pár na plátně |                        |
| Celé obsazení filmu Sex ve městě 2 |                        |
| Jennifer Aniston a Gerard Butler ve filmu Exmanželka za odměnu                                                                           |                        |
| Tvář Joshe Brolina a přízvuk Megan Fox ve filmu Jonah Hex                                                                                |                        |
| Celé obsazení filmu Poslední vládce větru                                                                                                |                        |
| Celé obsazení filmu Twilight sága: Zatmění                                                                                               |                        |
| Nejhorší prequel, remake, rip-off nebo pokračování                                                                                       |                        |
| Sex ve městě 2 (Warner Bros.) |                        |
| Souboj Titánů (Warner Bros.) |                        |
| Poslední vládce větru (Paramount) |                        |
| Twilight sága: Zatmění (Summit Entertainment)                                                                                            |                        |
| Tupíři (20th Century Fox) |                        |
| Nejhorší režisér |                        |
| M. Night Shyamalan za film Poslední vládce větru                                                                                         |                        |
| Jason Friedberg a Aaron Seltzer za film Tupíři                                                                                           |                        |
| Michael Patrick King za film Sex ve městě 2                                                                                              |                        |
| David Slade za film Twilight sága: Zatmění                                                                                               |                        |
| Sylvester Stallone za film Expendables: Postradatelní                                                                                    |                        |
| Nejhorší scénář |                        |
| Poslední vládce větru, scénář M. Night Shyamalan, založeno podle televizního seriálu vytvořený Michael Dante DiMartino a Bryan Konietzko |                        |
| Fotři jsou lotři, scénář John Hamburg a Larry Stuckey, založeno na postavách vytvořených Greg Glienna a Mary Ruth Clarke                 |                        |
| Sex ve městě 2, scénář Michael Patrick King, založeno podle televizního seriálu vytvořený Darren Star                                    |                        |
| Twilight sága: Zatmění, scénář Melissa Rosenberg, založeno na románu od Stephenie Meyer)                                                 |                        |
| Tupíři, napsali Jason Friedberg a Aaron Seltzer                                                                                          |                        |
| Nejhorší oči-rvoucí zneužití ve 3D |                        |
| Poslední vládce větru (Paramount) |                        |
| Jako kočky a psi: Pomsta prohnané Kitty (Warner Bros.)                                                                                   |                        |
| Souboj Titánů (Warner Bros.) |                        |
| Louskáček ve 3D (Vertigo Média) |                        |
| Saw 3D (Lionsgate) |                        |

## Filmy s více nominacemi
Těchto deset filmů obdrželo několik nominací:
- Devět: Poslední vládce větru
- Osm: Twilight sága: Zatmění
- Sedm: Sex ve městě 2
- Čtyři: Exmanželka za odměnu, Tupíři a Na sv. Valentýna
- Tři: Fotři jsou lotři
- Dvě: Jonah Hex, Chůva v akci a Souboj titánů

## Filmy nejvíce oceněné
- Pět: Poslední vládce větru
- Tři: Sex ve městě 2
- Dvě: Na sv. Valentýna